# Parc industriel de Suzhou
Le parc industriel Chine-Singapour Suzhou, ou parc industriel de Suzhou (en chinois simplifié : 中国—新加坡苏州工业园区 ; chinois traditionnel : 中國—新加坡蘇州工業園區 ; pinyin : Zhōngguó—Xīnjiāpō Sūzhōu Gōngyè Yuán Qū), est une zone administrative niveau du comté située à Suzhou, Jiangsu, Chine. Le parc industriel a été créé en février 1994, dans le cadre de la campagne de réforme et ouverture des années 1990, et est unique dans sa gouvernance conjointe par les Chinois et Singapouriens fonctionnaires. Alors que le parc a connu des difficultés au début et a acquis une notoriété internationale à la suite d'une dispute très médiatisée entre les deux parties, il a rapidement commencé à générer des bénéfices grâce à des biens immobiliers très recherchés et à la présence de nombreuses grandes entreprises mondiales, et reste un moteur économique pour le ville.
Le parc industriel de Suzhou s'étend sur 278 kilomètres carrés (107,336400202 mi2) et compte une population de 807 800 résidents permanents, selon une publication de 2019 publiée par le parc industriel.